# VI Festival Internacional de Cinema Fantàstic i de Terror
El VI Festival Internacional de Cinema Fantàstic i de Terror va tenir lloc a Sitges entre el 29 de setembre i el 5 d'octubre de 1973 sota la direcció d'Antonio Rafales amb la intenció de promocionar el cinema fantàstic i el cinema de terror. Hi havia dues seccions, una competitiva i una informativa. Va ser un èxit de públic tot i que moltes pel·lícules es mostren en versió original i sense subtitular.

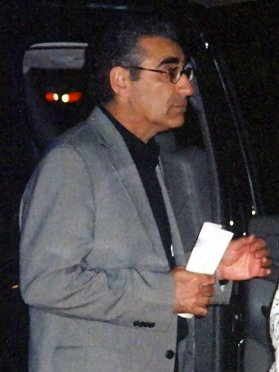
Eugene Levy, premi al millor actor

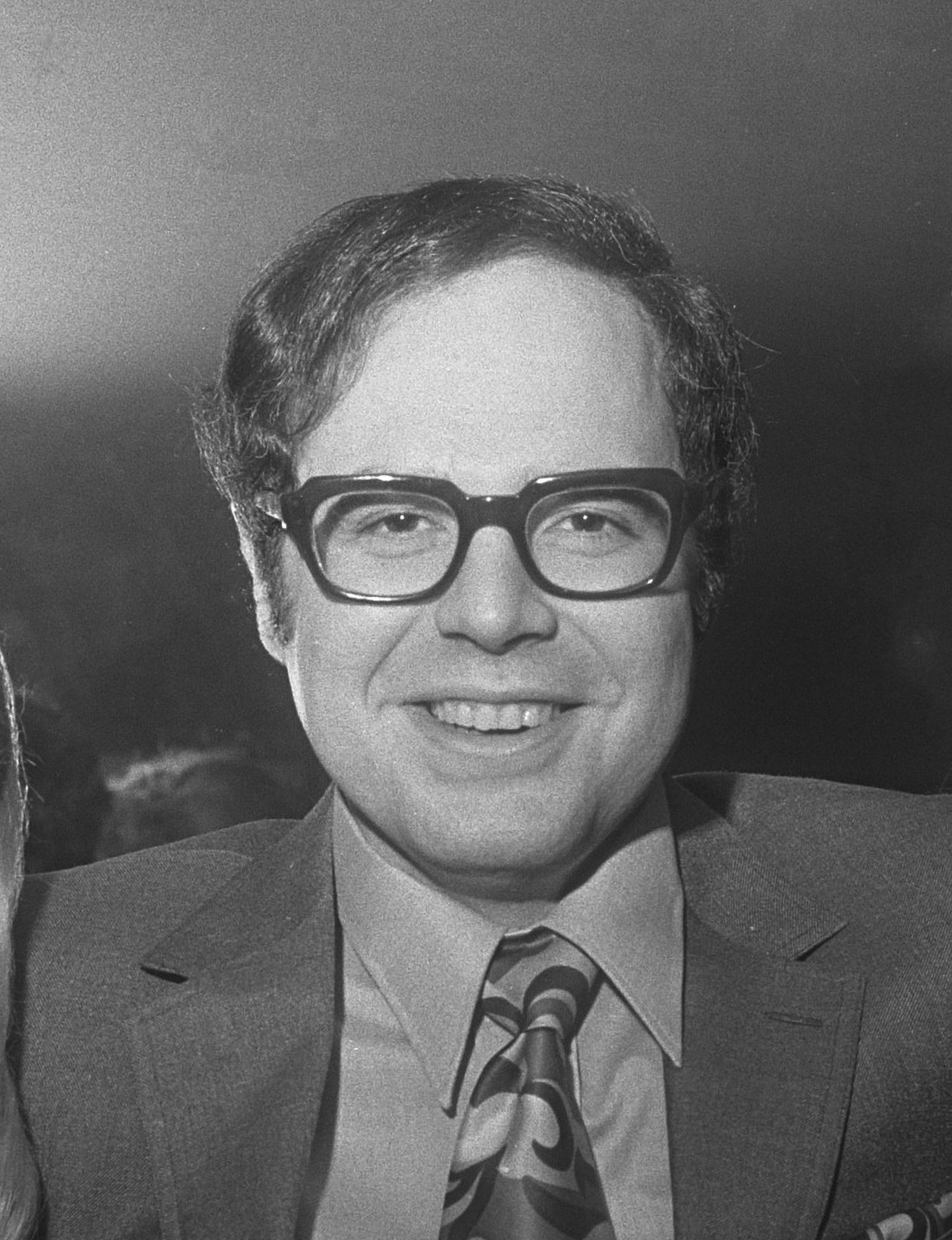
Harry Kümel, premi al millor guió

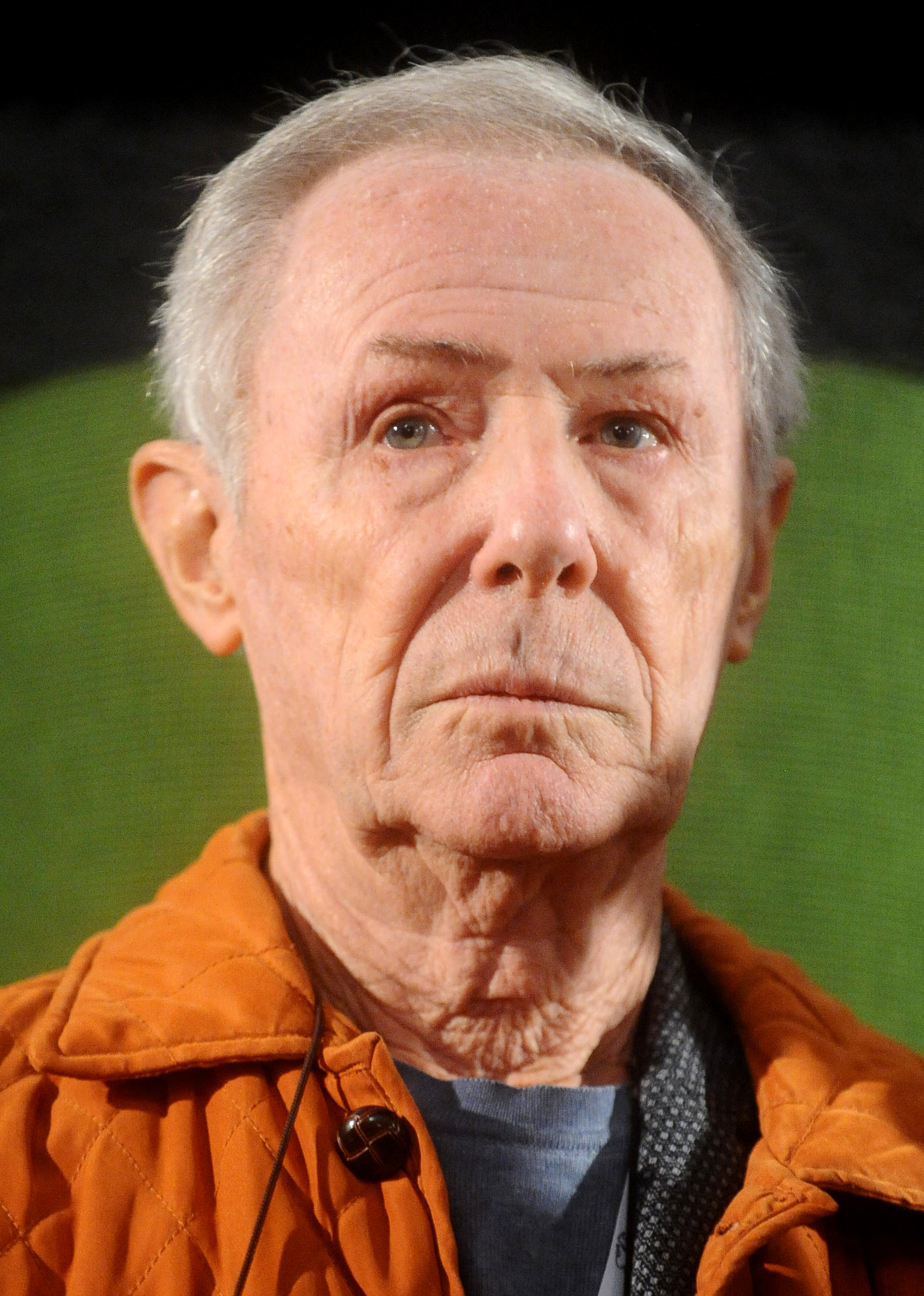
Bruno Bozzetto, premi al millor guió

## Pel·lícules exhibides

### Secció competitiva
- Malpertuis de Harry Kümel
- Cannibal Girls d'Ivan Reitman [3]
- Dívka na koštěti de Václav Vorlíček
- La saga de los Drácula de León Klimovsky
- Silent Night, Bloody Night de Theodore Gershuny
- Lady Frankenstein de Mel Welles
- Una cita amb la mort alegre de Juan Luis Buñuel
- Malatesta's Carnival of Blood de Christopher Speeth
- The Creeping Flesh de Freddie Francis
- Las garras de Lorelei d'Amando de Ossorio
- Sweet Kill de Curtis Hanson
- Demons of the Mind de Peter Sykes
- Az idö ablakai de Tamás Fejér
- O Estranho Mundo de Zé do Caixão de José Mojica Marins
- Private Parts de Paul Bartel
- La cabina de Bruno Bozzetto

### Secció informativa
- Ordet de Carl Theodor Dreyer
- Necropolis de Franco Brocani
- Vampyros Lesbos de Jesús Franco Manera
- El retorno de Walpurgis de Carlos Aured [4]
- El monte de las brujas de Raúl Artigot
- Vzpoura hraček de Karel Zeman i Hermína Týrlová

## Jurat
El jurat internacional estava format per Peter Fleischmann, Jean-Claude Carrière, Rina Ottolina, Josep Maria Forn i Pedro Serramalera.

## Premis
Els premis d'aquesta edició foren:
| Categoria                                      | Premiat          | Treball                     |
| ---------------------------------------------- | ---------------- | --------------------------- |
| Medalla Sitges d'Or al millor director         | Juan Luis Buñuel | Una cita amb la mort alegre |
| Medalla de Plata al millor Curtmetratge        | Bruno Bozzetto   | La cabina                   |
| Medalla de Plata a la millor actriu            | Andrea Martin    | Cannibal Girls              |
| Medalla en Plata al millor actor               | Eugene Levy      | Cannibal Girls              |
| Medalla de Plata als millors efectes especials | Oldřich Bosák    | Dívka na koštěti            |
| Menció especial                                | Raúl Artigot     | El monte de las brujas      |
| Medalla del CEC al millor guió                 | Malpertuis       | Harry Kümel                 |